# Morning Again
Morning Again är den amerikanske trubaduren Tom Paxtons fjärde studioalbum, utgivet 1968. Albumet är producerat av Peter K. Siegel och gavs ut på skivbolaget Elektra Records.

## Låtlista
Samtliga låtar skrivna av Tom Paxton
1. "Jennifers Rabbit"
2. "Mr Blue"
3. "Victoria Dines Alone"
4. "The Hooker"
5. "So Much for Winning"
6. "Talking Vietnam Pot Luck Blues"
7. "Clarissa Jones"
8. "Morning Again"
9. "A Thousand Years"
10. "Now That I've Taken My Life"
11. "Cindy's Crying" (tidigare outgiven)
12. "Deep Fork River Blues" (tidigare outgiven alternativ version)
13. "Morning Again" (tidigare outgiven alternativ version)
14. "Jennifer's Rabbit" (elektrisk singelversion)
15. "The Marvellous Toy" (singelversion)

11-15 är bonusspår på CD-utgåvan som gavs ut 12 oktober 2004.